# یاستژبنیکی (استان اشوی‌داشکسیه)
یاستژبنیکی (به لهستانی: Jastrzębniki) یک منطقهٔ مسکونی در لهستان است که در گمینا جاووشتسه واقع شده‌است.